# Constant Vanden Stock
Constant Vanden Stock (Bruxelas, 13 de junho de 1914 – Uccle, 19 de abril de 2008) foi um honorário presidente e jogador do clube de futebol belga RSC Anderlecht. Vanden Stock também serviu como treinador da Seleção Belga de Futebol entre 1958 e 1968. Em sua memória foi construído um estádio e batizado como Estádio Constant Vanden Stock. Ele é pai do atual presidente do Anderlecht, Roger Vanden Stock.